# Список гробниц Иова (Айюба)

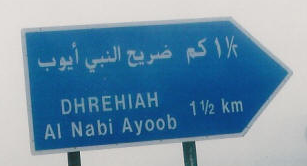
Гробница в Омане

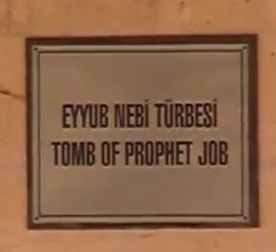
Гробница в Турции

Иов (в Библии) или Айюб (в Коране) — страдающий праведник, персонаж канонической, комментаторской и апокрифической литературы иудаизма, христианства, ислама и друзизма. Разнообразие преданий проявляется историческим наличием в разных странах нескольких могил Иова:
- Нава (Сирия) — по сведениям аль-Масуди.
- Джабаль Иттин — окрестности Салала (Оман)
- Эйюпнеби (Турция).
- Мавзолей Чашма-Аюб (Бухара, Узбекистан)
- Мавзолей Чашма-Аюб (Вабкент, Узбекистан)
- Ниха (Шуф) — деревня в Аш-Шуф (Горный Ливан)
- Мазар Хазрат-Аюб над городом Джалал-Абадом(Кыргызстан)